# 米津政賢

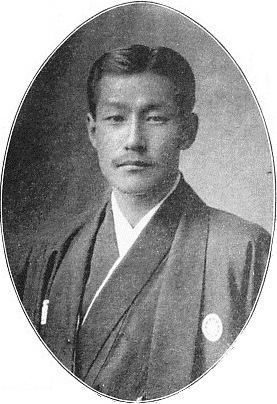
米津政賢

米津 政賢（よねきつ まさただ、1883年（明治16年）3月8日 - 1941年（昭和16年）8月19日）は、明治から昭和期の技術者、政治家、華族。貴族院子爵議員。位階および勲等は正三位・勲二等。

## 経歴
旧長瀞藩主・米津政敏の長男として生まれる。父の死去に伴い、1895年（明治28年）11月22日、子爵を襲爵した。
学習院中等科、第六高等学校を経て、1908年（明治28年）7月、東京帝国大学農科大学を卒業。同年、農商務省嘱託となる。以後、農商務省種畜牧場嘱託、農林省嘱託、同畜産試験場嘱託、畜産博覧会審査官、第2回神奈川県有畜農業経営共進会審査長などを務めた。
1915年（大正4年）6月12日、貴族院子爵議員補欠選挙で当選し、研究会に所属して活動し、死去するまで5期在任した。

## 栄典
- 1903年（明治36年）3月30日 - 従五位[8]
- 1929年（昭和4年）5月15日 - 従三位[9]

## 親族
- 妻：益子（ますこ、戸沢正実三女、1911年5月結婚）[1][3]
- 長男：政福（子爵）1912年 - 1979年[1]
- 姉：鉄子（松平直敬夫人〔離縁〕、河村隆実夫人）[1]
- 叔父：酒井忠利（父の弟、海軍少将）